# Aeroporto di Fuerteventura
L'Aeroporto di Fuerteventura (in spagnolo Aeropuerto de Fuerteventura) è un aeroporto situato vicino alla città di Puerto del Rosario a Fuerteventura facente parte delle isole Canarie, in Spagna.
Nel 1940 iniziarono i lavori per la costruzione di un aeroporto militare a Tefía, a ovest della capitale; venne aperto anche per il traffico commerciale nel 1950. Nel 1952 a causa dell'aumento del traffico aereo la struttura venne sostituita dall'attuale aeroporto situato a 5 chilometri a sud della capitale, a El Matorral inaugurato nel 1969.
Il primo volo nazionale ad atterrare nella nuova struttura fu un Fokker F27 con rotta Gran Canaria (LPA) a Fuerteventura (FUE) e Lanzarote (ACE).
Nel 1973 iniziarono i primi voli internazionali che, con il continuo aumento di passeggeri rese necessario ampliamenti ed ammodernamenti delle strutture avvenute nel 1994 e nel 2001.
Attualmente il terminal è dotato di 66 banchi check-in (di cui 2 dedicati ai bagagli speciali come tavole da windsurf, carrozzine, gabbie per animali), 24 gate e 12 manicotti d'imbarco per l'accesso agli aeromobili e 14 nastri per la consegna bagagli e 1 dedicati ai bagagli speciali.
Secondo le stime AENA il terminal è in grado di servire circa 8 milioni di passeggeri (arrivi/partenze) l'anno.

## Evoluzione di traffico di passeggeri

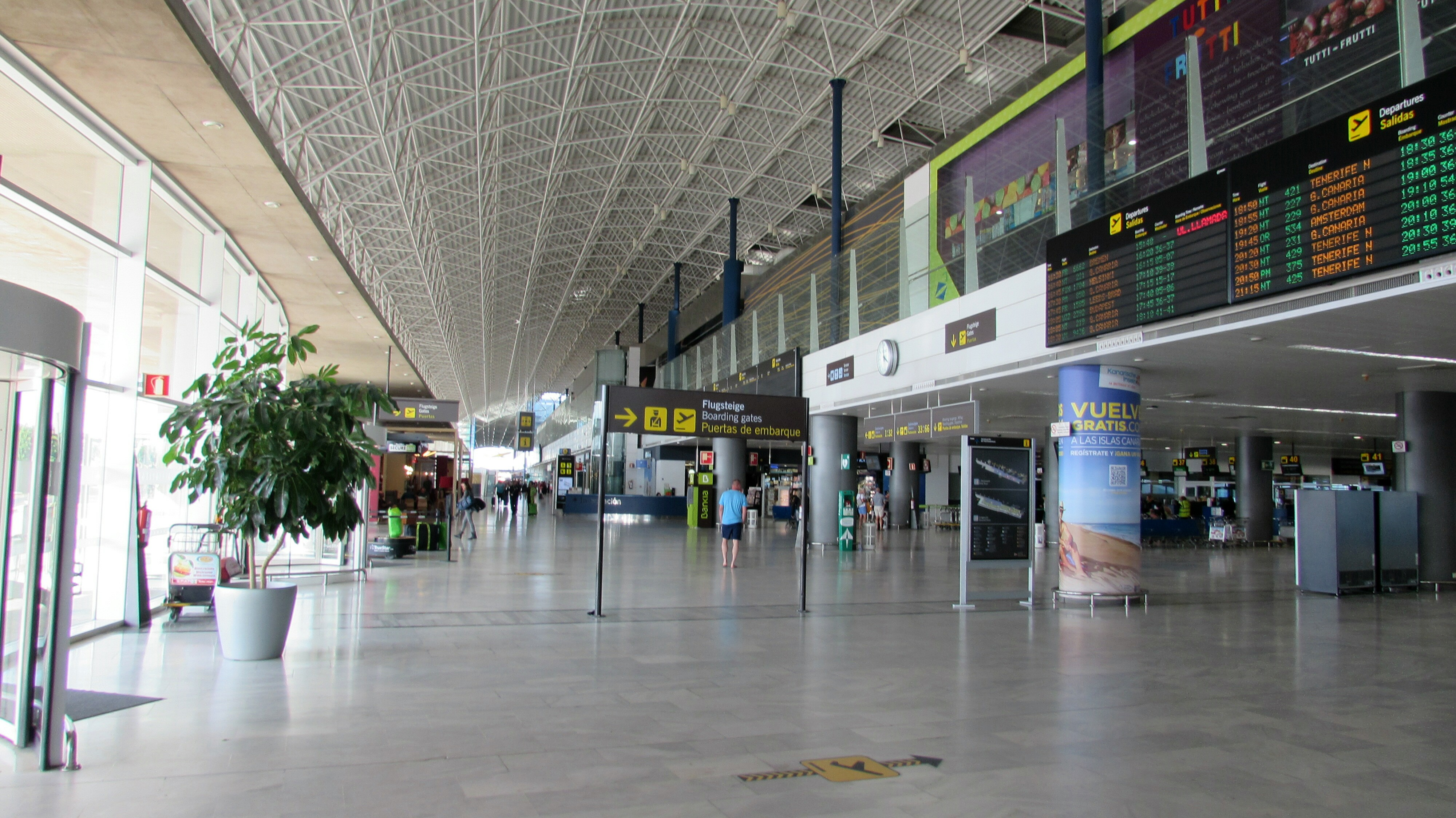
Aeroporto 2018
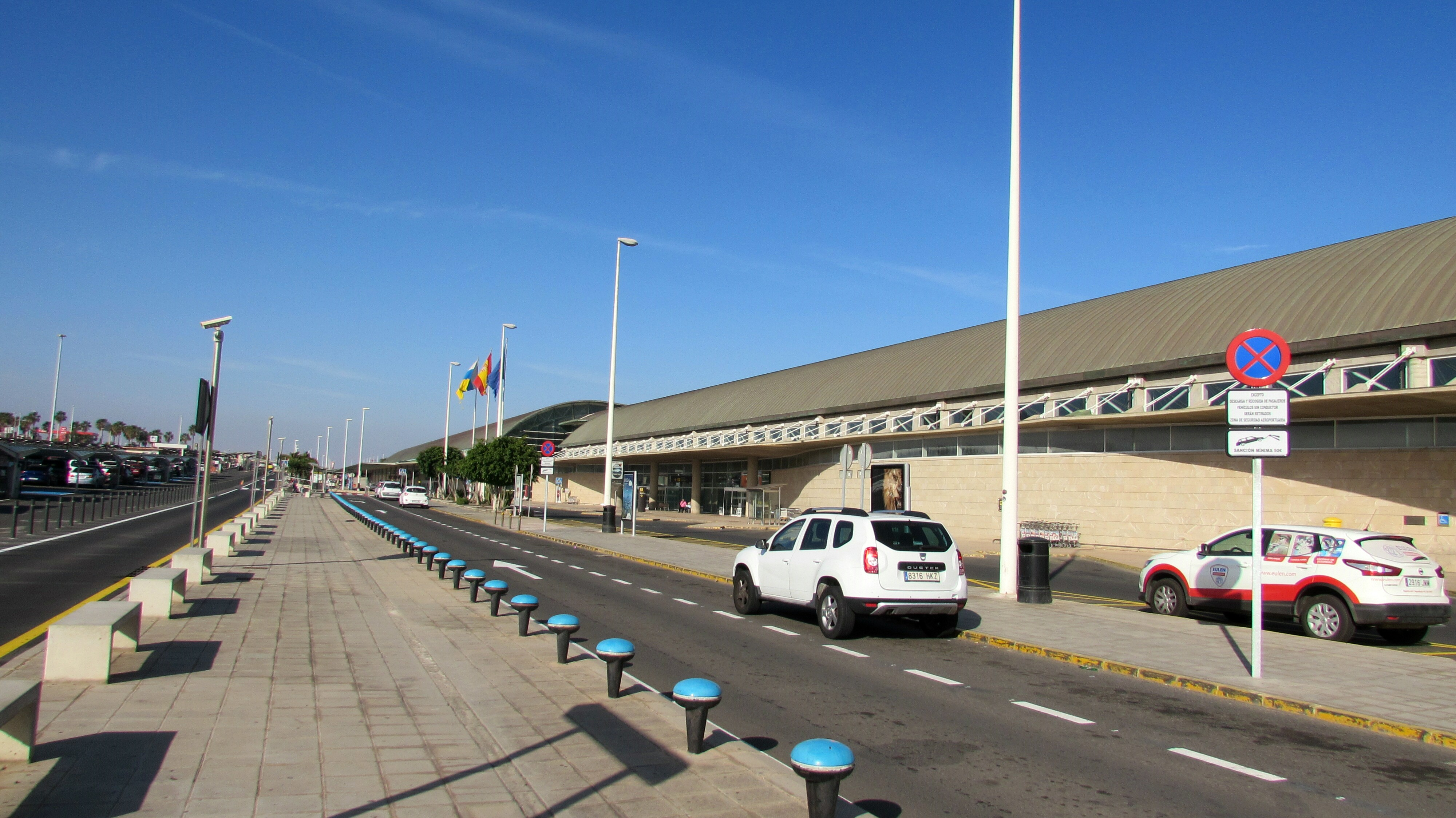
Aeroporto 2018
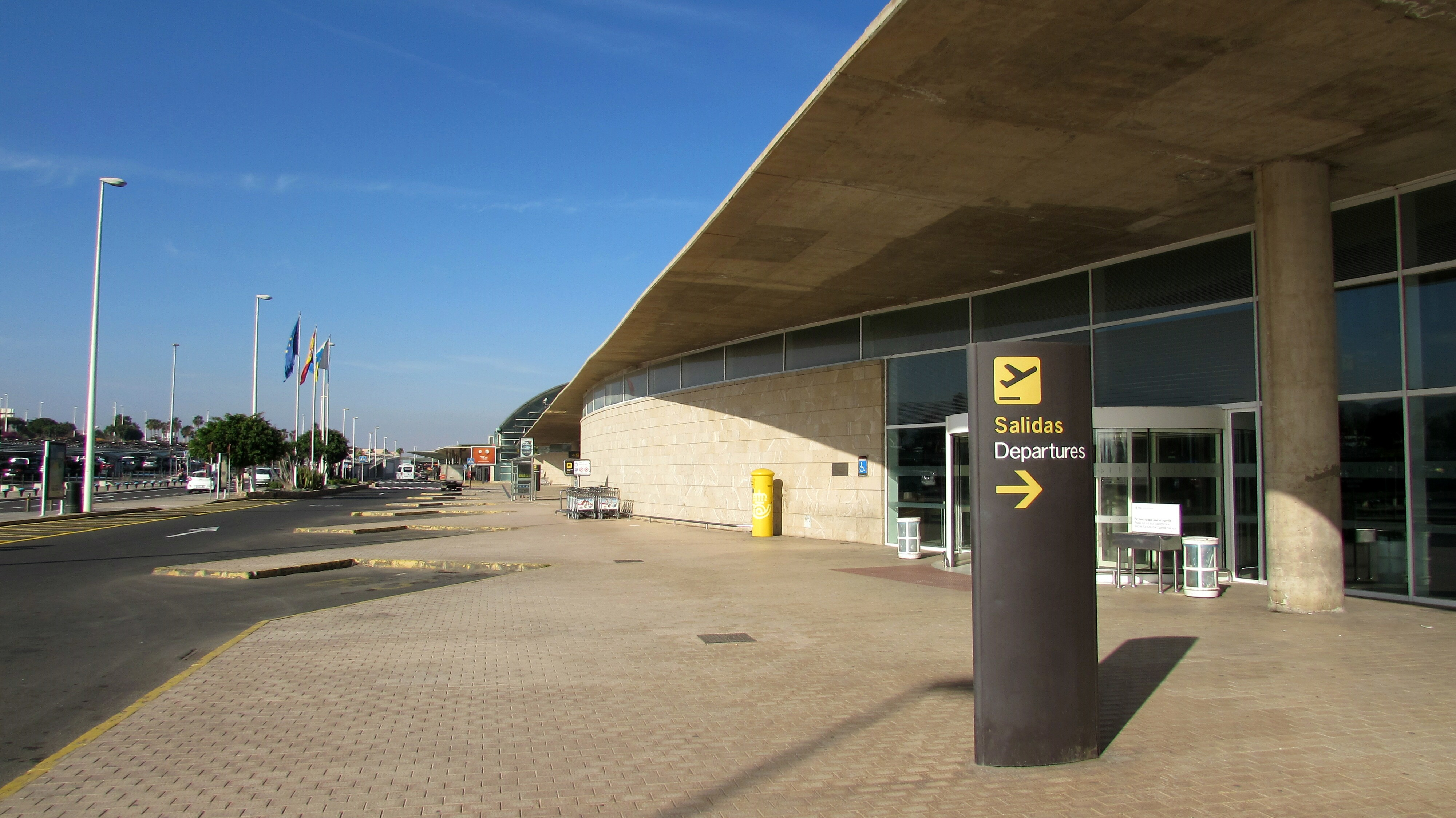
Aeroporto 2018

| Anno                                | Passeggeri | Incremento annuale (%) |
| ----------------------------------- | ---------- | ---------------------- |
| 2004                                | 3.917.109  | -0,1                   |
| 2005                                | 4.071.875  | +4,0                   |
| 2006                                | 4.458.711  | +9,5                   |
| 2007                                | 4.629.877  | +3,8                   |
| 2008                                | 4.492.003  | -3,0                   |
| 2009                                | 3.738.492  | -16,8                  |
| 2010                                | 4.173.590  | +11,6                  |
| 2011                                | 4.948.018  | +18,6                  |
| 2012                                | 4.399.023  | -11,1                  |
| 2013                                | 4.258.069  | -3,2                   |
| 2014                                | 4.764.646  | +11,9                  |
| 2015                                | 5.027.415  | +5,5                   |
| 2016                                | 5.676.817  | +12,9                  |
| 2017                                | 6.049.401  | +6,6                   |
| 2018                                | 6.118.893  | +1,2                   |
| 2019                                | 5.635.330  | -7,9                   |
| 2020                                | 2.144.178  | -62,0                  |
| 2021                                | 3.114.107  | +45,2                  |
| 2022                                | 5.641.500  | +81,2                  |
| 2023                                | 6.020.413  | +6,7                   |
| Fonte: Aeropuerto de El Prat, AENA. |            |                        |

- Aeroporto 2018
- Aeroporto 2018
- Aeroporto 2018